# Falsification des écritures
La falsification des écritures est une accusation coranique portée contre les juifs et les chrétiens au sujet de leurs livres saints. Elle s'inscrit dans le prolongement du refus de ceux-ci de reconnaître Mahomet comme prophète et dans l'accusation portée contre eux d'être de mauvaise foi.

## Étymologie
Le texte coranique utilise deux termes différents pour la désigner : tahrif (5.13), signifiant « altération » et tabdil (7.162) signifiant « substitution ». Ces substantifs proviennent respectivement de ḥarrafa (altérer) et baddala (substituer). Ces deux termes ont tendance, dans le Coran, à être utilisés comme synonymes.
Il existe « deux interprétations du verbe coranique ḥarafa : il peut s'agir de la simple « altération du sens » (taḥrīf al-ma‘ānī) ou bien, plus grave, de l'« altération du texte » (taḥrīf al-naṣṣ). Pour Gril, le verbe harrafa signifie étymologiquement « changer de côté » et n'a que le sens de changement de sens.

## Dans le Coran
L'idée de falsification des Écritures apparaît dans 8 passages coraniques dont, par exemple :
« Ô gens du Livre ! Notre Messager vous est certes venu, vous exposant beaucoup de ce que vous cachiez du Livre, et passant sur bien d’autres choses ! » (sourate 5.15). 
Pour Gabriel Saïd Reynolds, « dans aucun de ces exemples, le Coran n’insiste pour dire que des passages de la Bible ont été réécrits ou que des livres de la Bible ont été détruits et remplacés par de fausses écritures. Au lieu de cela, le Coran affirme que la révélation a été ignorée, mal interprétée, oubliée ou interdite ». Pour l'auteur, les exégèses de ces versets se sont parfois plus inspirés des traditions ultérieures que du Coran lui-même. Le texte coranique porte cette accusation de falsification contre les juifs et les nasara, terme faisant débat signifiant pour certains « chrétiens » et pour d'autres désignant une secte chrétienne particulière.
Selon certains auteurs, cette accusation apparaît dans le Coran suite à l'Hégire et la rencontre entre Mahomet (Muhammad) et des tribus juives. Elle permet de résoudre le dilemme entre le fait que le Coran affirme que Mahomet est annoncé dans la Torah et les Évangiles, et celui de l'absence de mention de Mahomet dans ces livres. D'autres voient ce récit comme une reconstruction historique.
Trois interprétations coraniques de cette falsification sont données. La première est de ne pas dire toute la vérité que les juifs et les chrétiens cacheraient, la seconde est de fabriquer des faux. Les polémistes accuseront en particulier les chrétiens d'avoir rajouté à l'Évangile le thème de la divinité du Christ. La dernière interprétation coranique d'envisager une « révision  des révélations antérieures ». L'historienne et islamologue Anne-Sylvie Boisliveau soulève un paradoxe : « selon le dogme islamique classique, les croyants professent leur foi en toutes les Écritures tandis qu'ils refusent l'autorité effective de celles-ci telles qu'elles se présentent ».

## Mise en place de la doctrine
La doctrine de la « falsification textuelle des écritures juives et chrétiennes » a une mise en place longue. Dans le cadre des premières polémiques contre les chrétiens, conformément au verset 101 de la sourate 2, le texte « n'est pas mis en question [...] mais seulement son interprétation ». L'interprétation du texte coranique comme accusation d'une falsification du texte est plus récente que l'interprétation comme accusation de falsification du sens. C'est pour cela que la Lettre du calife Hārūn al-Rašīd à l'empereur Constantin VI datée de 796 ne porte que la seconde accusation.
À partir du IXe siècle et des écrits d'al-Jâhiz, une méfiance contre le texte lui-même apparaît. L'existence de quatre évangiles est, en effet, contraire à la perception musulmane de ce que doit être une révélation. Al-Jâhiz conteste aussi quelques antropomorphisme présents dans les traductions de la Torah. Il est encore mitigé dans son jugement, rejetant les Évangiles mais acceptant le Pentateuque (tout en critiquant les traductions en arabe). D'autres auteurs, comme al-Guwayni, iront plus loin dans la thèse de la falsification.
C'est Ibn Hazm, au XIe siècle qui développera « une réfutation systématique de l'authenticité des Écritures bibliques ». Cette investigation avait pour but de critiquer des musulmans hérétiques qu'Ibn Hazm prenait pour des juifs, ceux-ci critiquant les incohérences et contradictions du texte coranique. Elle cherchait à prouver « qu'on pouvait prouver pire chez l'adversaire ». Cette évolution est liée aussi bien à un contexte interne à l'islam (présence de courants hérétiques) mais aussi externe (accusations d'incohérences coraniques). L'islamologue Marie-Thérèse Urvoy remarque que l'argumentation d'Ibn Hazm réduit son adversaire à ses propres cadres islamiques et ẓāhirites et que, lorsque la raison reste démunie, Ibn Hazm se laisse à aller à l'émotivité et à l'insulte.
Ibn Khaldoun prend une position ambiguë dans le débat sur l'altération des écritures. S'il est parfois proche de la vision « minimaliste » (seul le sens et non le texte a été altéré), il n'accepte que l'aspect historique de ces livres et en refuse la dimension religieuse. Pour cet auteur, « la coutume empêche les personnes qui ont une religion (révélée) de traiter de telle manière [de falsifier] leurs Écritures divines ».
Cette forme maximaliste d'Ibn Hasm (994-1064), de réfutation systématique, est celle aujourd'hui largement répandue dans le monde musulman. Le théologien arabisant Jacques Jomier considère ces critiques comme « insoutenable(s) scientifiquement »,. L'orientaliste François Déroche remarque que cette accusation « rend l'islam particulièrement sensible à tout questionnement sur les variations qui ont pu affecter le texte révélé ». Pour l'islamologue Dominique Urvoy, « l'accusation de taḥrīf (« altération des textes sacrés ») lancée par le Coran contre les « gens du Livre » est certainement ce qui a le plus empoisonné les relations entre ceux-ci — qu'ils soient juifs ou chrétiens — d'une part, et la communauté musulmane de l'autre. »[réf. nécessaire]
Cette accusation de falsification s'est nourrie de la naissance des recherches historico-critiques sur la Bible et a été un des sujets majeurs de l'apologétique musulmane du XIXe siècle. Cette approche de rejet complet des Écritures liée à l'accusation d'altération commence à évoluer dans les années 1940 chez quelques auteurs et connaît un renouveau avec l’ère digitale.

## Accusation de falsification
Historiquement, l'argumentation de falsification s'inspire de l'argumentation utilisée par des chrétiens contre les juifs ou entre certains mouvements (nestoriens ou jacobites) chrétiens. Il sera aussi utilisé au sein de l'islam entre sunnites et chiites, ceux-ci accusant les premiers d'avoir supprimé des passages du Coran et d'avoir censuré certaines parties. Ce point de vue chiite n'est conservé que dans des groupes restreints. Les traditions évoquant l'ancienneté de la mise en place de la Vulgate ont, entre autres, pour but de « faire oublier les accusations de falsification du texte coranique »,.
Une nuance est faite entre les juifs et les chrétiens. Pour le Coran, une Révélation étant avant tout une « loi », la contestation de la Torah porte davantage sur des détails (non-respect par les juifs de la loi du talion, par exemple). À l'inverse, la Révélation chrétienne n'étant pas une législation et rejetant même la valeur religieuse de celle-ci, cet aspect se doit d'avoir été occulté par les chrétiens. Cette accusation de falsification est renforcée par la proximité des récits islamiques avec les évangiles apocryphes. Gabriel Saïd Reynolds remarque que la plupart des ouvrages écrits sur le sujet à l'époque médiévale vise les chrétiens et non les juifs.
La tradition musulmane, elle, impute essentiellement ces modifications à 'Uzayr, personnage énigmatique du Coran, que beaucoup d'auteurs musulmans identifient à Esdras le scribe, qui aurait éradiqué tous les témoignages en rapport avec la venue de Mahomet, la description du personnage, de ses qualités et la victoire de la nouvelle religion que celui-ci est destiné à apporter à l'humanité. Cette accusation de l'implication d'Ezra s'observe à partir d'Ibn Hasm au Xe siècle. Pour d'autres auteurs, celle falsification aurait eu lieu du temps de Moïse, pour d'autres, elle est le fait des Byzantins.
Cette accusation de falsification a, au cours du temps, conduit à l'idée de l'existence d'un Évangile original annonçant explicitement la venue de Mahomet. Pour certains, et bien que ce ne soit ni dans le Coran, ni dans les traditions, il s'agirait de l'Évangile de Barnabé. Un texte, portant ce nom et rédigé par un musulman au XVIe, circule et est parfois présenté comme le « véritable Évangile de Jésus ».